# Martine Reicherts
Martine Reicherts (Luxemburg, 13 april 1957) is een Luxemburgse juriste en politica voor de Lëtzebuerger Sozialistesch Aarbechterpartei (PES). Van 16 juli 2014 tot 1 november 2014 was zij Europees commissaris belast met Justitie, Fundamentele Rechten en Burgerschap in de commissie-Barroso II.
Reicherts studeerde van 1975 tot 1979 bedrijfsrecht aan de Universiteit Luxemburg, de Universiteit van Nice en de Universiteit van Aix-en-Provence, en voltooide in 1980 een postdoctorale opleiding aan de Universiteit Pantheon-Assas (Parijs II). Ze werkte daarna vier jaar als advocaat en vervulde vervolgens verschillende ambtelijke functies bij de Europese Commissie, waaronder die van chef van het kabinet van president Santer, en werd in 1998 woordvoerder van deze instelling. Van januari 2003 tot juli 2007 was Reicherts directeur-generaal van het Bureau voor Infrastructuur en Logistiek in Luxemburg, en van 10 juli 2007 tot 1 juli 2014 was ze directeur-generaal van het Publicatiebureau.
Op 20 juni 2014 werd bekend dat Reicherts door Luxemburg was voorgedragen voor de functie van Europees Commissaris voor Justitie, Fundamentele Rechten en Burgerschap. Het Europees Parlement stemde op 16 juli 2014 met deze voordracht in, en ze werd diezelfde dag door de Raad benoemd. Reicherts volgt Viviane Reding op, die op 1 juli 2014 lid werd van het Europees Parlement. Op 1 november 2014 werd zij als Luxemburgs Eurocommissaris opgevolgd door Jean-Claude Juncker. Haar portefeuille ging over op  Věra Jourová, Dimitris Avramopoulos en Frans Timmermans.
- Parlement.com: vjl6cxjyu8k3
- Virtual International Authority File: 663154380890430290150

Joaquín Almunia · László Andor · Catherine Ashton · Michel Barnier · José Manuel Barroso · Tonio Borg (vanaf 28 november 2012) · Dacian Cioloş · John Dalli (tot 16 oktober 2012)  · María Damanáki · Jacek Dominik (sinds 16 juli 2014) · Štefan Füle · Karel De Gucht  · Máire Geoghegan-Quinn · Kristalina Georgieva · Johannes Hahn · Connie Hedegaard · Siim Kallas · Jyrki Katainen (sinds 16 juli 2014) · Neelie Kroes · Janusz Lewandowski (tot 1 juli 2014) · Cecilia Malmström · Neven Mimica · Ferdinando Nelli Feroci (sinds 16 juli 2014) · Günther Oettinger · Andris Piebalgs · Janez Potočnik · Viviane Reding (tot 1 juli 2014) · Olli Rehn (tot 1 juli 2014) · Martine Reicherts (sinds 16 juli 2014) · Maroš Šefčovič · Algirdas Šemeta · Antonio Tajani (tot 1 juli 2014) · Androulla Vassiliou